# سرچم علیا
سرچم علیا، روستایی از توابع بخش زنجانرود شهرستان زنجان در استان زنجان ایران است. این روستا در دهستان زنجانرود پایین قرار دارد و در ارتفاع ۱۲۵۸ متر از سطح دریا واقع شده است.

## جمعیت
این روستا در دهستان زنجان‌رود پایین قرار دارد و براساس سرشماری مرکز آمار ایران در سال ۱۳۸۵، جمعیت آن ۱۰۳ نفر (۲۶خانوار) بوده‌است.